# Neuseeländische Fußballnationalmannschaft der Frauen/Weltmeisterschaften
Der Artikel beinhaltet eine ausführliche Darstellung der neuseeländischen Fußballnationalmannschaft der Frauen bei Weltmeisterschaften. Die neuseeländische Mannschaft konnte sich bisher fünfmal sportlich für die Endrunde qualifizieren und war 1991 der erste ozeanische Teilnehmer. Danach qualifizierte sich Australien dreimal als ozeanischer Teilnehmer, nach dem Übertritt Australiens zum asiatischen Verband konnte sich Neuseeland aufgrund der geringen Konkurrenz in Ozeanien aber immer qualifizieren. Neuseeland belegte in der ewigen Tabelle vor der WM 2019 Platz 25. Da auch 2019 noch kein WM-Spiel gewonnen werden konnte, einem Neuling (Chile) und Spanien dies aber gelang, rutsche Neuseeland auf Platz 27 ab und ist die schlechteste Mannschaft bei mehr als drei Teilnahmen. 2023 war Neuseeland als Co-Gastgeber automatisch qualifiziert und konnte erstmals ein WM-Spiel gewinnen, schied aber wie zuvor nach der Vorrunde aus.

## Die Nationalmannschaft bei Weltmeisterschaften

### Übersicht
| Jahr | Gastgeberland             | Teilnahme bis …    | Gegner                         | Ergebnis | Trainer        | Bemerkungen und Besonderheiten                                                                 |
| ---- | ------------------------- | ------------------ | ------------------------------ | -------- | -------------- | ---------------------------------------------------------------------------------------------- |
| 1991 | Volksrepublik China       | Vorrunde           | Dänemark, Norwegen, China      | 11.      | Dave Boardman  | Als Gruppenletzter ausgeschieden                                                               |
| 1995 | Schweden                  | nicht qualifiziert |                                |          |                | Bei der Fußball-Ozeanienmeisterschaft der Frauen 1994 an Australien gescheitert.               |
| 1999 | USA                       | nicht qualifiziert |                                |          |                | Bei der Fußball-Ozeanienmeisterschaft der Frauen 1998 an Australien gescheitert.               |
| 2003 | USA                       | nicht qualifiziert |                                |          |                | Bei der Fußball-Ozeanienmeisterschaft der Frauen 2003 an Australien gescheitert.               |
| 2007 | Volksrepublik China       | Vorrunde           | Brasilien, Dänemark, China     | 14.      | John Herdman   | Als Gruppenletzter ohne Torerfolg ausgeschieden                                                |
| 2011 | Deutschland               | Vorrunde           | Japan, England, Mexiko         | 12.      | John Herdman   | Erster Punktgewinn im letzten Gruppenspiel                                                     |
| 2015 | Kanada                    | Vorrunde           | Niederlande, Kanada, China     | 19.      | Tony Readings  | Ohne Sieg, mit zwei Remis und einer Niederlage als Gruppenletzter ausgeschieden                |
| 2019 | Frankreich                | Vorrunde           | Kamerun, Kanada, Niederlande.  | 20.      | Tom Sermanni   | Als Ozeanienmeister 2018 qualifiziert. Nach drei Niederlagen als Gruppenletzter ausgeschieden. |
| 2023 | Australien und Neuseeland | Vorrunde           | Norwegen, Philippinen, Schweiz | 20.      | Jitka Klimková | qualifiziert als Co-Gastgeber, erster WM-Sieg                                                  |

### Statistik
(Angaben inkl. Qualifikation 2023: Neun Weltmeisterschaften)
- nicht teilgenommen: nie (0 %)
- nicht qualifiziert: dreimal (33,3 %)
- qualifiziert: sechsmal (66,7 %, davon einmal als Co-Gastgeber)
  - Vorrunde: sechsmal (66,7 %; 1991, 2007, 2011, 2015, 2019 und 2023)

## Die Turniere

### WM 1991 in der Volksrepublik China
Für die erste WM der Frauen in der Volksrepublik China konnten sich die Neuseeländerinnen qualifizierten. Bei der Fußball-Ozeanienmeisterschaft der Frauen 1991, die als Qualifikation diente, wurde vor Australien und Papua-Neuguinea Platz 1 belegt. Dabei waren Neuseeland und Australien punktgleich, Neuseeland hatte aber gegen Papua-Neuguinea mehr Tore geschossen. Gegeneinander hatten beide je einmal mit 1:0 gewonnen. Neuseeland fuhr damit als Ozeanienmeister zur WM, Australien musste zuschauen.
In China wurde Neuseeland der Gruppe mit den Gastgeberinnen zugelost. Weitere Gegner waren Dänemark, gegen das am 17. November 1991 in Guangzhou das erste WM-Spiel bestritten und mit 0:3 verloren wurde, sowie Norwegen, gegen das im zweiten Spiel mit 0:4 verloren wurde. Gegen Gastgeber China erzielte dann Kim Nye beim 1:4 das erste WM-Tor für Neuseeland. Als Gruppenletzter schied Neuseeland ohne Punktgewinn aus.

### WM 1995 in Schweden
Vier Jahre später konnte Australien den Spieß umdrehen. Bei der Fußball-Ozeanienmeisterschaft der Frauen 1994 hatten sie mehr Tore gegen Papua-Neuguinea geschossen, gegeneinander hatten Australien und Neuseeland 1:0 und 1:2 gespielt. Damit musste Neuseeland diesmal zuschauen und verpasste damit auch die Qualifikation für das erste Fußballturnier der Frauen bei den Olympischen Spielen 1996, da sich nur die acht besten Mannschaften der WM dafür qualifizieren konnten.

### WM 1999 in den USA
Für die dritte Weltmeisterschaft hatten sich schon sechs ozeanische Mannschaften beworben, so dass bei der Fußball-Ozeanienmeisterschaft der Frauen 1998, die als Qualifikation diente zunächst in zwei Dreiergruppen gegeneinander gespielt wurde. Den Neuseeländerinnen gelang dabei im ersten Spiel gegen Samoa mit 21:0 der höchste Sieg ihrer Länderspielgeschichte. Im zweiten Spiel wurde dann mit einem 14:0 Fidschi geschlagen und das Halbfinale erreicht. Hier wurde Papua-Neuguineamit 5:0 bezwungen, so dass es zum Finale gegen Australien kam. Dieses verlor Neuseeland mit 1:3 und qualifizierte sich damit erneut nicht für die WM.

### WM 2003 in den USA
Eigentlich sollte die WM 2003 dann wieder in der Volksrepublik China stattfinden. Wegen der SARS-Epidemie wurde das Turnier kurzfristig in die USA verlegt. Damit fand die Weltmeisterschaft zum zweiten Mal in den USA statt. Da sich zur Fußball-Ozeanienmeisterschaft der Frauen 2003 nur fünf Mannschaften aus Ozeanien gemeldet hatten, wurde die Meisterschaft in einer Gruppe im Jeder-gegen-Jeden-Modus ausgetragen. Neuseeland gewann die ersten drei Spiele gegen Samoa (14:0), die Cookinseln (9:0) und Papua-Neuguinea (5:0) und traf im letzten Spiel auf Australien, das gegen die drei anderen ebenfalls dreimal gewonnen hatte. Mit 0:2 verlor Neuseeland gegen Australien und fuhr wieder nicht zur WM in die USA.

### WM 2007 in der Volksrepublik China
Vier Jahre später fand dann die WM doch zum zweiten Mal in der Volksrepublik China statt, womit sich China nicht qualifizieren musste. Australien war – insbesondere um der Nationalmannschaft der Männer bessere Chancen auf eine WM-Qualifikation zu bieten – in den asiatischen Verband gewechselt. Neuseeland hatte fortan in der Fußball-Ozeanienmeisterschaft der Frauen keine ernsthaften Gegner mehr. Bei der Fußball-Ozeanienmeisterschaft der Frauen 2007 qualifizierten sie sich daher locker mit drei Siegen gegen Tonga (6:1), Samoa (8:0) und Papua-Neuguinea (7:0), wobei es im Prinzip nur noch darum ging welche Neuseeländerin Torschützenkönigin wurde. Am Ende teilten sich die Krone Kirsty Yallop und Nicola Smith mit je vier Toren.
Zur WM trat Neuseeland dann mit dem englischen Trainer John Herdman an. Bei der Endrunde wurde Neuseeland wie bei der ersten Teilnahme in die Gruppe mit Gastgeber China sowie Dänemark gelost. Hinzu kam Brasilien. Neuseeland verlor zunächst gegen Brasilien mit 0:5, dann gegen Dänemark und China jeweils mit 0:2 und fuhr wieder als Gruppenletzter, diesmal aber auch ohne Torerfolg nach Hause.

### WM 2011 in Deutschland
Für die WM in Deutschland konnte sich Neuseeland über die Fußball-Ozeanienmeisterschaft der Frauen 2010 an der acht Mannschaften teilnahmen qualifizieren. Bei der Meisterschaft, die in Neuseeland stattfand, konnte Neuseeland in der Gruppenphase zunächst Vanuatu mit 14:0, die Cookinseln mit 10:0 und Tahiti mit 7:0 besiegen. Als Gruppensieger wurde im Halbfinale die Salomonen mit 8:0 besiegt und im Finale Papua-Neuguinea mit 11:0. Dies ist der bisher höchste Sieg im Finale einer Kontinentalmeisterschaft. Vier Neuseeländerinnen landeten in der Torschützenliste auf den ersten Plätze, beste war Amber Hearn mit 12 Toren.
Bei der Endrunde in Deutschland traf Neuseeland im ersten Spiel auf Japan und verlor gegen den späteren Weltmeister nur mit 1:2. Gegen England gelang es im zweiten Spiel sogar erstmals in einem WM-Spiel in Führung zu gehen. Am Ende wurde aber auch dieses Spiel mit 1:2 verloren. Immerhin hatten die Neuseeländerinnen damit schon doppelt so viele Tore wie bei der ersten Teilnahme erzielt. Gegen Mexiko gelang dann sogar nach 0:2-Rückstand der erste Punktgewinn. Die beiden Tore fielen aber erst in der 90. Minute und der vierten Minute der Nachspielzeit. Damit endete eine Serie von 8 Niederlagen. Da Mexiko aber gegen England einen Punkt gewonnen hatte, wurde Neuseeland wieder nur Gruppenletzter.

### WM 2015 in Kanada
In der Qualifikation für die WM in Kanada, für die den ozeanischen Mannschaften auch nach der Aufstockung des Teilnehmerfeldes weiterhin nur ein Startplatz zugestanden wurde, setzte sich Neuseeland bei der Fußball-Ozeanienmeisterschaft der Frauen 2014 wieder als Sieger durch. Da nur insgesamt vier Mannschaften teilnahmen, mussten nur drei Spiele bestritten werden. Alle konnten ohne Gegentor gewonnen werden: 16:0 gegen Tonga, 3:0 gegen Papua-Neuguinea und 11:0 gegen die Cookinseln. Beste Torschützin war wieder Amber Hearn mit 7 Toren.
Bei der Auslosung der Gruppen war Neuseeland nicht gesetzt und wurde der Gruppe A mit Gastgeber Kanada zugelost. Die Kanadierinnen wurden mittlerweile vom ehemaligen Trainer der Neuseeländerinnen, John Herdman trainiert. Weitere Gegner waren zum dritten Mal China sowie der WM-Neuling Niederlande.
Durch zwei eklatante Fehlentscheidungen (Elfmeter gegen die Niederlande nicht bekommen, sowie ein falscher Handelfmeter – Hasset bekam den Ball ins Gesicht, nicht an die Hand) schied man als das spielerisch zweitstärkste Team der Gruppe unverdient wieder als Gruppenletzter aus.
Hannah Wilkinson traf im letzten Gruppenspiel, als erster Neuseeländischer Fußballer (Frauen und Männer), bei zwei Weltmeisterschaften.

### WM 2019 in Frankreich
In der Qualifikation für die dritte WM in Europa, für die den ozeanischen Mannschaften weiterhin nur ein Startplatz zugestanden wurde, spielte Neuseeland von Mitte November bis Anfang Dezember 2018 um den ozeanischen Meistertitel, der zur WM-Teilnahme berechtigt. Kurz vor dem Turnier wurde der Schotte Tom Sermanni neuer neuseeländischer Nationaltrainer. Obwohl Rekordtorschützin Amber Hearn verletzungsbedingt nicht eingesetzt werden konnte, gewann Neuseeland alle Spiele deutlich (11:0 gegen Tonga, 6:0 gegen die Cookinseln und 10:0 gegen Fidschi in der Gruppenphase, jeweils 8:0 im Halbfinale gegen Neukaledonien und Finale gegen Fidschi) und sicherte sich zum sechsten Mal den Titel des Ozeanienmeisters. Im dritten Gruppenspiel löste Ria Percival mit ihrem 133. Länderspiel Abby Erceg als Rekordnationalspielerin ab. Mit Sarah Gregorius stellte Neuseeland eine der beiden besten Torschützinnen des Turniers (8 Tore), 6 Tore steuerte Emma Rolston bei, für die dies die ersten Länderspieltore für die A-Nationalmannschaft waren. Je 5 Tore erzielten Betsy Hassett, Annalie Longo und Rosie White. Grace Jale (2), die beim Turnier ebenso wie die dritte Torhüterin Nadia Olla ihren ersten Länderspieleinsatz hatte, gelangen ebenso wie Sarah Morton (1), Katie Rood (3), Paige Satchell (1) ihre ersten Länderspieltore.
Bei der WM trafen die Neuseeländerinnen wie vier Jahre zuvor auf Kanada und die Niederlande sowie erstmals in einem WM-Spiel auf Kamerun. Nach Niederlagen gegen Kanada und die Niederlande hatten Neuseeland und Kamerun noch die Chance durch einen Sieg im letzten Spiel das Achtelfinale zu erreichen. In der 57. Minute erzielte Ajara Nchout das erste Tor für die Afrikanerinnen. In der 80. Minute lenkte dann Aurelle Awona einen Schuss ins eigene Tor. Da ein Remis beiden Mannschaften nichts nutzte, versuchten sie den Siegtreffer zu erzielen. In der fünften Minuten konnte dann Nchout mit ihrem zweiten Tor die Tür zum Achtelfinale für Kamerun öffnen. Neuseeland schied somit zum fünften Mal in der Vorrunde aus und blieb diesmal die einzige Mannschaft, deren Spielerinnen kein Tor erzielen konnten, da das einzige Tor für Neuseeland ein Eigentor war.

### WM 2023 in Australien und Neuseeland
Für die WM hatten sich Australien und Neuseeland beworben und waren bis zur Vergabeentscheidung neben Kolumbien die einzigen verbliebenen Bewerber, da u. a. Brasilien und Japan wegen der COVID-19-Pandemie ihre Bewerbungen zurückzogen. Am 25. Juni 2020 wurde die WM an Australien und Neuseeland vergeben, womit erstmals eine WM im Seniorenbereich in Ozeanien stattfindet. Neuseeland war bereits Austragungsort der U-17-Fußball-Weltmeisterschaft 1999, der U-17-Fußball-Weltmeisterschaft der Frauen 2008 und der U-20-Fußball-Weltmeisterschaft 2015, in Australien fanden die Junioren-Fußballweltmeisterschaft 1981 und 1993 statt. Erstmals wird die WM mit 32 Frauen-Teams ausgetragen.
Bei der Auslosung am 22. Oktober 2022 war Neuseeland als Gruppenkopf der Gruppe A gesetzt. Zugelost wurden Norwegen, gegen das das Eröffnungsspiel stattfand, WM-Neuling Philippinen und die Schweiz. Im Eröffnungsspiel gelang den Neuseeländerinnen ihr erster Sieg in einem WM-Spiel durch ein Tor von Hannah Wilkinson. Das Momentum konnten sie aber nicht nutzen und verloren das nächste Spiel gegen die Philippinen mit 0:1. Im letzten Gruppenspiel benötigten sie einen Sieg gegen die Schweiz, kamen aber nur zu einem torlosen Remis, so dass sie erneut nach der Vorrunde ausschieden.

## Spiele
Neuseeland bestritt bisher 18 WM-Spiele. Davon wurde eins gewonnen, 13 verloren und vier endeten remis.
Neuseeland bestritt 2023 das Eröffnungsspiel, spielte schon dreimal gegen den Gastgeber (zweimal China, einmal Kanada) und einmal gegen den späteren Weltmeister (Japan/2011), aber nie gegen den Titelverteidiger. Neuseeland spielte am häufigsten (je 3-mal) gegen China. Nur drei Spiele waren die bisher ersten gegen die jeweiligen Gegner.
Neuseeland spielte bisher gegen Mannschaften aller anderen Konföderationen, aber nur gegen den Asien- (zweimal) und Europameister (einmal).
Ria Percival und Ali Riley bestritten bisher die meisten Spiele (je 15), Hannah Wilkinson erzielte als einzige Neuseeländerin drei Tore.
| Alle WM-Spiele |             |          |                     |                   |   |                 | |
| Nr.            | Datum       | Ergebnis | Gegner              | Austragungsort    |   | Anlass          | Bemerkungen                                                                                              |
| 1              | 17.11.1991  | 0:3      | Dänemark            | Guangzhou (CHN)   | * | Vorrunde        | Erstes Spiel eines OFC-Mitglieds gegen Dänemark                                                          |
| 2              | 19.11.1991  | 0:4      | Norwegen            | Guangzhou (CHN)   | * | Vorrunde        | |
| 3              | 21.11.1991  | 1:4      | Volksrepublik China | Foshan (CHN)      | A | Vorrunde        | Erstes Spiel gegen China                                                                                 |
| 4              | 12.09.2007  | 0:5      | Brasilien           | Wuhan (CHN)       | * | Vorrunde        | Erstes Spiel gegen Brasilien Höchste Niederlage einer ozeanischen gegen eine südamerikanische Mannschaft |
| 5              | 15.09.2007  | 0:2      | Dänemark            | Wuhan (CHN)       | * | Vorrunde        | |
| 6              | 20.09.2007  | 0:2      | Volksrepublik China | Tianjin (CHN)     | A | Vorrunde        | |
| 7              | 27.06.2011  | 1:2      | Japan               | Bochum (DEU)      | * | Vorrunde        | |
| 8              | 01.07.2011  | 1:2      | England             | Dresden (DEU)     | * | Vorrunde        | |
| 9              | 05.07.2011  | 2:2      | Mexiko              | Sinsheim (DEU)    | * | Vorrunde        | |
| 10             | 06.06.2015  | 0:1      | Niederlande         | Edmonton (CAN)    | * | Vorrunde        | |
| 11             | 11.06.2015  | 0:0      | Kanada              | Edmonton (CAN)    | A | Vorrunde        | |
| 12             | 15.06.2015  | 2:2      | Volksrepublik China | Winnipeg (CAN)    | * | Vorrunde        | |
| 13             | 11.06. 2019 | 0:1      | Niederlande         | Le Havre (FRA)    | * | Vorrunde        | |
| 14             | 15.06.2019  | 0:2      | Kanada              | Grenoble (FRA)    | * | Vorrunde        | |
| 15             | 20.06.2019  | 1:2      | Kamerun             | Montpellier (FRA) | * | Vorrunde        | |
| 16             | 20.07.2023  | 1:0      | Norwegen            | Auckland          | H | Eröffnungsspiel | |
| 17             | 25.07.2023  | 0:1      | Philippinen         | Wellington        | H | Vorrunde        | |
| 18             | 30.07.2023  | 0:0      | Schweiz             | Dunedin           | H | Vorrunde        | |

Anmerkung: Fett gedruckte Mannschaften waren zum Zeitpunkt des Spiels Meister ihrer Konföderation.
Die neuseeländische Mannschaft kassierte ihre höchsten Niederlagen gegen folgende Länder bei einem WM-Turnier:
- Brasilien 0:5 (2007, Vorrunde)
- Dänemark 0:3 (1991, Vorrunde)
- Kamerun 1:2 (2019, Vorrunde)
- Norwegen 0:4 (1991, Vorrunde)
- Philippinen 0:1 (2023, Vorrunde)

## Rekorde

### Negativrekorde
- Die längste Niederlagenserie: 8 Spiele von 1991 bis 2011
- Die längste Serie ohne einen Sieg: Neuseeland mit 15 Spielen 1991–2019
- Das erste Eigentor: Terry McCahill im Spiel am 19. November 1991 gegen Norwegen.
- Neuseeland ist neben Argentinien, Ghana und Mexiko die einzige Mannschaft mit mehr als 2 Teilnahmen, die immer in der Vorrunde ausschied und hat von diesen Mannschaften am häufigsten teilgenommen.
- Neuseeland gehörte bis 2019 zu den zehn Teilnehmern, die noch kein WM-Spiel gewinnen konnten. Dabei nahm Neuseeland aber als einzige dieser Mannschaften fünfmal teil. 2023 gelang im Eröffnungsspiel, dem 16. WM-Spiel der Neuseeländerinnen, der erste Sieg.